# Стационе-Форнола (Ла Специја)
Стационе-Форнола је насеље у Италији у округу Ла Специја, региону Лигурија.
Према процени из 2011. у насељу је живело 2990 становника. Насеље се налази на надморској висини од 40 м.